# اونتر آمرگاو
اونتر آمرگاو (به آلمانی: Unterammergau) یک شهر در آلمان است که در بایرن واقع شده‌است.

## خصوصیات
اونتر آمرگاو ۲۹٫۹۰ کیلومترمربع مساحت دارد ۸۳۶ متر بالاتر از سطح دریا واقع شده‌است.